# Diagramme de Cox-Othmer

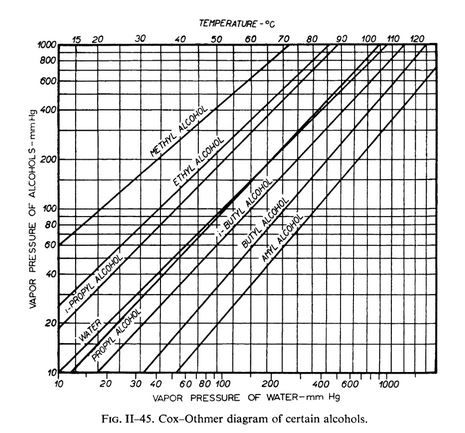
Diagramme de Cox-Othmer pour divers alcools. Le liquide de référence est l'eau. Pressions en millimètres de mercure (mmHg).

En chimie physique, et plus particulièrement en thermodynamique, un diagramme de Cox-Othmer est un graphique représentant le logarithme naturel de  la pression de vapeur saturante d'un liquide (corps pur ou solution) en fonction du logarithme naturel de la pression de vapeur saturante d'un liquide de référence à la même température d'ébullition.
Expérimentalement, dans ce type de diagramme, pour des liquides de même famille, les courbes obtenues sont quasiment des droites. Il suffit donc de connaitre la courbe d'ébullition d'un liquide de référence ainsi que quelques points d'ébullition d'un liquide quelconque pour en déduire, par une simple relation linéaire, la courbe d'ébullition de ce liquide.
Il s'agit d'une forme de la loi des températures d'ébullition correspondantes énoncée par Eugen Dühring. Cette variante est plus précise que celles tirées du diagramme de Dühring.

## Construction d'un diagramme de Cox-Othmer
On suppose que l'on connait la courbe d'ébullition d'un liquide {\displaystyle {\text{A}}}, c'est-à-dire la relation liant sa pression de vapeur saturante {\displaystyle P_{\text{A}}^{\text{sat}}} à la température {\displaystyle T} :
{\displaystyle P_{\text{A}}^{\text{sat}}=P_{\text{A}}^{\text{sat}}\!\left(T\right)}
Si le liquide est une solution ou un mélange, cette relation est considérée à composition constante. Le liquide {\displaystyle {\text{A}}} est pris comme référence, on porte en abscisse dans le diagramme de Cox-Othmer le logarithme naturel de sa pression de vapeur saturante, {\displaystyle \ln P_{\text{A}}^{\text{sat}}}.
Pour un liquide {\displaystyle {\text{B}}} quelconque, il est porté en ordonnée le logarithme naturel de sa pression de vapeur saturante, {\displaystyle \ln P_{\text{B}}^{\text{sat}}}, de telle sorte que cette pression corresponde à {\displaystyle P_{\text{A}}^{\text{sat}}} à la même température {\displaystyle T} :
Dans un diagramme de Cox-Othmer la courbe du liquide de référence {\displaystyle {\text{A}}} est donc une droite. Expérimentalement, la courbe du liquide {\displaystyle {\text{B}}} est quasiment une droite également. Ceci est d'autant plus vrai que les liquides {\displaystyle {\text{A}}} et {\displaystyle {\text{B}}} sont de même nature chimique (alcools, hydrocarbures, solutions aqueuses…).
Il peut être tracé plusieurs courbes, pour divers produits, dans le même diagramme : dans un tel diagramme les points des diverses courbes alignés verticalement sont tous définis à la même température.

## Démonstration
On considère deux liquides {\displaystyle {\text{A}}} de référence et {\displaystyle {\text{B}}} quelconque. La formule de Clausius-Clapeyron donne :
{\displaystyle \left({\mathrm {d} \ln P_{\text{A}}^{\text{sat}} \over \mathrm {d} {1 \over T}}\right)=-{\Delta _{\text{vap}}H_{\text{A}} \over R}}
{\displaystyle \left({\mathrm {d} \ln P_{\text{B}}^{\text{sat}} \over \mathrm {d} {1 \over T}}\right)=-{\Delta _{\text{vap}}H_{\text{B}} \over R}}
avec :
- {\displaystyle T} la température d'ébullition ;
- {\displaystyle P_{\text{A}}^{\text{sat}}} et {\displaystyle P_{\text{B}}^{\text{sat}}} les pressions de vapeur saturantes respectives des deux liquides à {\displaystyle T} ;
- {\displaystyle \Delta _{\text{vap}}H_{\text{A}}} et {\displaystyle \Delta _{\text{vap}}H_{\text{B}}} les enthalpies de vaporisation respectives des deux liquides à {\displaystyle T} ;
- {\displaystyle R} la constante universelle des gaz parfaits.

Pour rappel, la formule de Clausius-Clapeyron suppose que le liquide est loin de son point critique et que la vapeur se comporte comme un gaz parfait.
On considère les deux liquides à la même température. En éliminant la température dans les deux formules précédentes, on obtient :
{\displaystyle \left({\mathrm {d} \ln P_{\text{B}}^{\text{sat}} \over \mathrm {d} \ln P_{\text{A}}^{\text{sat}}}\right)={\Delta _{\text{vap}}H_{\text{B}} \over \Delta _{\text{vap}}H_{\text{A}}}}
On intègre cette relation en considérant les enthalpies de vaporisation comme des constantes (en toute rigueur elles dépendent de la température) :
avec {\displaystyle {\text{c}}} une constante. Il existe donc une relation linéaire entre les logarithmes naturels des pressions de vapeur saturante des deux liquides :
avec {\displaystyle {\text{C}}_{1}} et {\displaystyle {\text{C}}_{2}} des constantes.

## Applications

### Détermination de la courbe d'ébullition d'un liquide
Il suffit donc de connaitre la courbe d'ébullition d'un liquide {\displaystyle {\text{A}}} de référence et deux points d'ébullition d'un liquide {\displaystyle {\text{B}}} quelconque pour déterminer la courbe d'ébullition de celui-ci. En effet, à partir des deux points connus on peut déterminer les deux constantes {\displaystyle {\text{C}}_{1}} et {\displaystyle {\text{C}}_{2}} telles que {\displaystyle \ln P_{\text{B}}^{\text{sat}}={\text{C}}_{1}\times \ln P_{\text{A}}^{\text{sat}}+{\text{C}}_{2}}.
Une fois cette relation établie, à une température {\displaystyle T} donnée, connaissant {\displaystyle P_{\text{A}}^{\text{sat}}\!\left(T\right)}, on peut déterminer {\displaystyle P_{\text{B}}^{\text{sat}}\!\left(T\right)}.
Inversement, pour une pression {\displaystyle P_{\text{B}}^{\text{sat}}} donnée, on peut remonter à la pression {\displaystyle P_{\text{A}}^{\text{sat}}} correspondante. Puisque l'on connait la courbe d'ébullition de {\displaystyle {\text{A}}}, on peut déterminer la température {\displaystyle T} telle que {\displaystyle P_{\text{A}}^{\text{sat}}=P_{\text{A}}^{\text{sat}}\!\left(T\right)}. Cette température est donc également celle telle que {\displaystyle P_{\text{B}}^{\text{sat}}=P_{\text{B}}^{\text{sat}}\!\left(T\right)}.

### Détermination de l'enthalpie de vaporisation d'un liquide
Pour un liquide {\displaystyle {\text{A}}} de référence et un liquide {\displaystyle {\text{B}}} quelconque, la pente de la courbe d'ébullition du liquide {\displaystyle {\text{B}}} dans le diagramme de Cox-Othmer vaut :
{\displaystyle {\text{pente}}={\Delta _{\text{vap}}H_{\text{B}} \over \Delta _{\text{vap}}H_{\text{A}}}}
avec {\displaystyle \Delta _{\text{vap}}H_{\text{A}}} et {\displaystyle \Delta _{\text{vap}}H_{\text{B}}} les enthalpies de vaporisation respectives des deux liquides à la température {\displaystyle T}. Ainsi, si l'on connait l'enthalpie de vaporisation du liquide de référence {\displaystyle {\text{A}}} à la température {\displaystyle T} on peut déterminer celle du liquide {\displaystyle {\text{B}}} à la même température.